# Krister Holmström
Karl Krister Johannes Holmström, född 19 maj 1954 i Örebro Olaus Petri församling, död 30 december 2008 i Vaksala församling i Uppsala, var en svensk pastor samt grundare av och chefredaktör för den kristna tidningen Trons värld. 

## Biografi
Holmström växte upp i Värmland och gick grundskola och gymnasium på Lundsberg. Efter gymnasiet studerade han teologi i Uppsala.
I slutet av 1990-talet blev han och hans fru Astrid medlemmar i EFK-församlingen Korskyrkan. Holmström hade en stor drivkraft för kyrkan och engagerade starkt sig i dess ungdoms- och studentverksamhet och Alphakurser i kristen tro. År 2006 blev han pastor i Korskyrkan (Evangeliska Frikyrkan) i Uppsala, en tjänst han hade fram till sin bortgång 2008.

### Trons värld
År 1988 grundade Krister Holmström den kristna tidningen Trons värld, med fokus på inspirerande exempel på hur människor lever sin kristna tro i praktiken. Han grundade denna tidning efter att ha upplevt en kallelse och ett profetiskt tilltal. År 2004 köptes Trons värld upp av Pingst förvaltning AB som också äger tidningen Dagen. Tidningen lades ner i samband med Holmströms bortgång 2008.

### Familj
Krister Holmström var bror till Stefan Holmström, missionsföreståndare för EFS. Han var far till författaren och musikern Johan Heltne. Holmström avled 2008 efter en tids sjukdom. Han är begravd på Vaksala kyrkogård i Uppsala.